# グルニエ★少年少女
『グルニエ☆少年少女』（グルニエしょうねんしょうじょ）は、2009年4月16日から2011年3月17日までテレビ西日本で放送されていた福岡ローカルのバラエティ番組。2010年3月18日放送分までは『グルニエ☆少年少女〜金はないけど夢はある〜』（ - かねはないけどゆめはある）、同年4月8日放送分からは『グルニエ☆少年少女〜ひとつ屋根の下の青春〜』（ - ひとつやねのしたのせいしゅん）と題して放送された。

## 概要
福岡で明日のスターを夢見る「卵」たちのユニット番組。番組内のイラストは、漫画家の宇仁田ゆみが手がけていた。出演者だったノボせもん・まーちんによれば、「福岡版めちゃイケ」のような番組だった。

## 放送時間
- 木曜 25:00 - 25:30 （金曜 1:00 - 1:30、2009年4月16日 - 2010年4月8日）
- 木曜 24:35 - 25:05 （金曜 0:35 - 1:05、2010年4月15日 - 2011年3月17日） - ミニドラマ『東京リトル・ラブ』の放送期間中は24:45から放送。

## 出演者
ユニット単位での出演に限り、当該ユニットで出演しているメンバー名を記す。

### ワタナベエンターテイメント所属
- おりがみ（入江真潮、山下正行）
- テンパちゃん（釘宮直樹、実崎弘太郎）
- ノボせもん（なべ、まーちん）
- おほしんたろう
- POCOX御膳

### Willエンターテイナー所属
- ランドリーハンドル（那須公洋、辻健太朗、三宅純一）

### エレガントプロモーション所属
- 超KURODA藩（スーパーくろだはん）（吉原邦弘、桐野卓也）

### シナプス所属
- 明石昌子

## 劇団グルニエ
出演メンバーによって結成された劇団。2009年11月7日に西鉄ホールにて公演「チアボーイズ」を行った。音楽はアカペラコーラスグループRAG FAIRが担当。

## キンカン王子
TNCアナウンサーの坂梨公俊（番組ナレーションも担当）が宮崎県名産のキンカンの被り物をして演じるキャラクター。グルニエ（屋根裏部屋）の管理人という設定。東国原英夫宮崎県知事（当時）が来福の際に「親善大使」の公認を得た。